# 相模大塚駅
相模大塚駅（さがみおおつかえき）は、神奈川県大和市桜森三丁目にある、相模鉄道相鉄本線の駅である。駅番号はSO15。

## 歴史

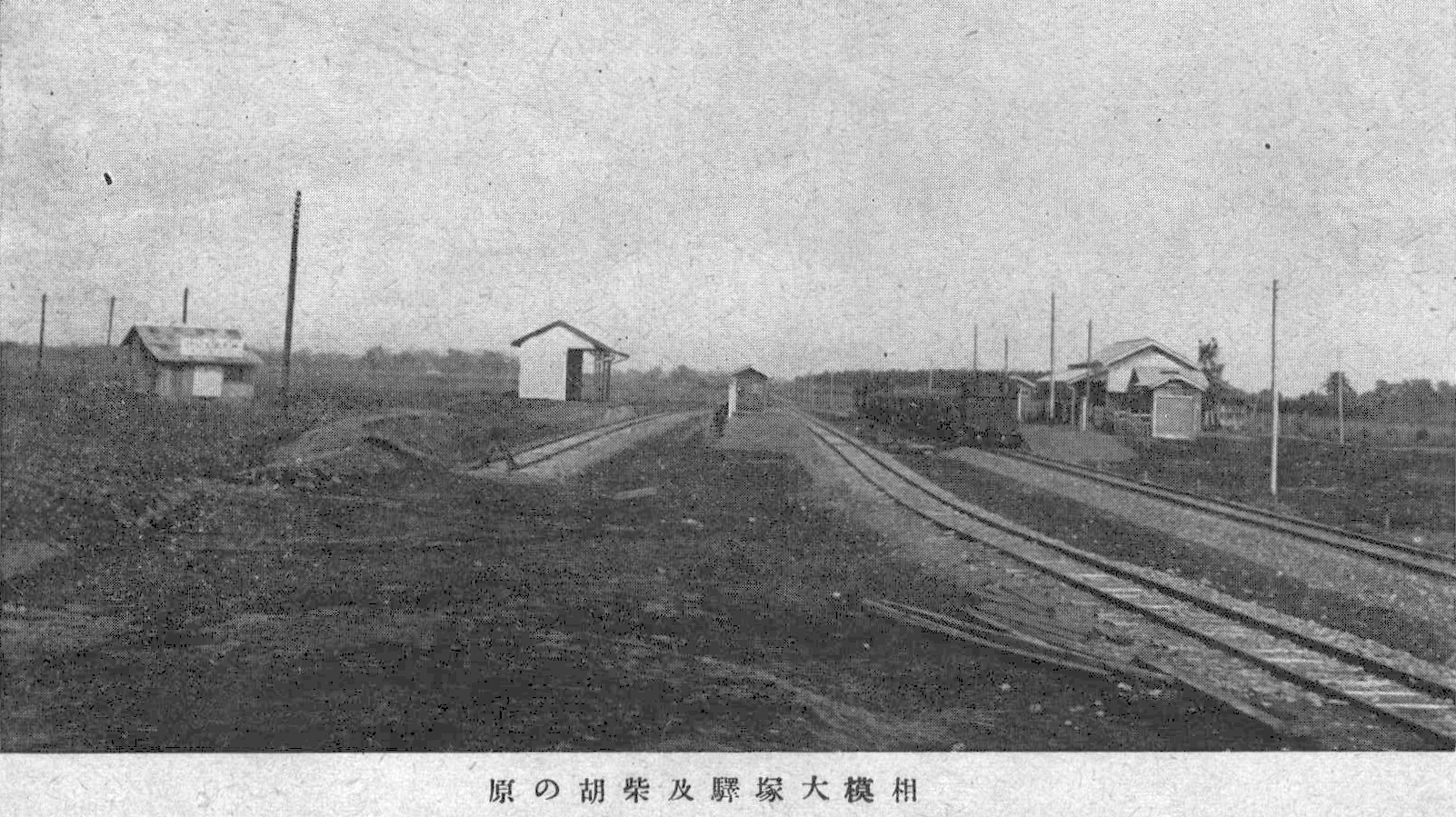
神中鉄道相模大塚駅（1927年頃）

- 1926年（大正15年）5月12日：旧・神中鉄道の駅として現在のさがみ野駅付近に開業。
- 1943年（昭和18年）頃：現在地より50メートル海老名方の位置に移転。
- 1975年（昭和50年）8月17日：現在地に移転して橋上駅舎化[1]。
- 1998年（平成10年）12月16日：回送列車の3000系 (2代)が留置線でポイント事故を起こす（修復不可能と判断されたため、翌1999年に廃車）。
- 2022年（令和4年）1月16日：ホームドアの使用を開始[2]。

### 駅名の由来
駅名は、開業時の所在地付近にあったとされる「相模大塚古墳」に由来している。

## 駅構造
島式ホーム1面2線を有する地上駅で、橋上駅舎を有する。駅舎北側に電留線（留置線）を備えるとともに、大和側の東名高速道路を渡った先に事業用車用のホームを備えている。
電留線は、ホーム側より3 - 11番線となっており、全て10両編成に対応している。
2023年3月18日時点では、日中時間帯は最大平日4本（東急車8両編成<目黒線所属>およびJR東日本車10両編成の2本ずつ）・土休日6本（東急車8両編成<目黒線所属>4本、JR東日本車10両編成2本）が停泊されている。深夜滞泊は10両編成6本と8両編成3本が設定されており、そのうち1本は東急車8両編成（目黒線所属）である。この駅発着列車はすべて回送であり、またその回送は、すべてかしわ台または海老名始終着である。なお、深夜停泊の関係上、かしわ台および厚木操車場から当留置線で海老名へ折り返す回送（逆もあり）が平日3本、土休日2本設定されている。なお、1970年代後半頃までは、本駅を発着する営業列車も設定されていたが、現在営業列車はかしわ台駅および大和駅での折り返しに変更されている。
電留線では2014年（平成26年）以降、相模鉄道のマスコットキャラクター「そうにゃん」の誕生日である3月10日前後の日曜日に「そうにゃんバースデーフェスタin相模大塚」が毎年開催され、新旧そうにゃんトレインの撮影や相鉄グッズの販売、そうにゃんとの撮影会などのイベントが行われる。また、これまでに「さよなら赤帯旧塗装撮影会 in 相模大塚」や「相鉄オリジナル鉄道コレクション 新7000系（新塗装）先行発売会 & 新7000系（新塗装）車両撮影会」、「9000系リニューアル車両デビュー記念撮影会 in 相模大塚」、20000系の「新型車両デビュー記念撮影会 in 相模大塚」といったイベントも開催されている。
かつては、さがみ野側に米軍厚木航空施設への引き込み線が設置され、同基地へのタンク車（航空燃料）連結貨物列車用に使われていた。
2008年（平成20年）春頃にホームと改札内コンコースを連絡するエレベーターおよびエスカレーター、改札外コンコースと駅前広場を連絡するエレベーターが設置され、同時に案内サインも更新された。また2012年（平成24年）に待合室を設置し、2017年（平成29年）には行先案内表示器が設置された。2021年（令和3年）には米軍厚木基地への引き込み線のほとんどが撤去された。

### のりば
| 番線 | 路線     | 方向 | 行先                                             |
| ---- | -------- | ---- | ------------------------------------------------ |
| 1    | 相鉄本線 | 下り | 海老名方面                                       |
| 2    | 相鉄本線 | 上り | 横浜・湘南台（二俣川のりかえ）・羽沢横浜国大方面 |

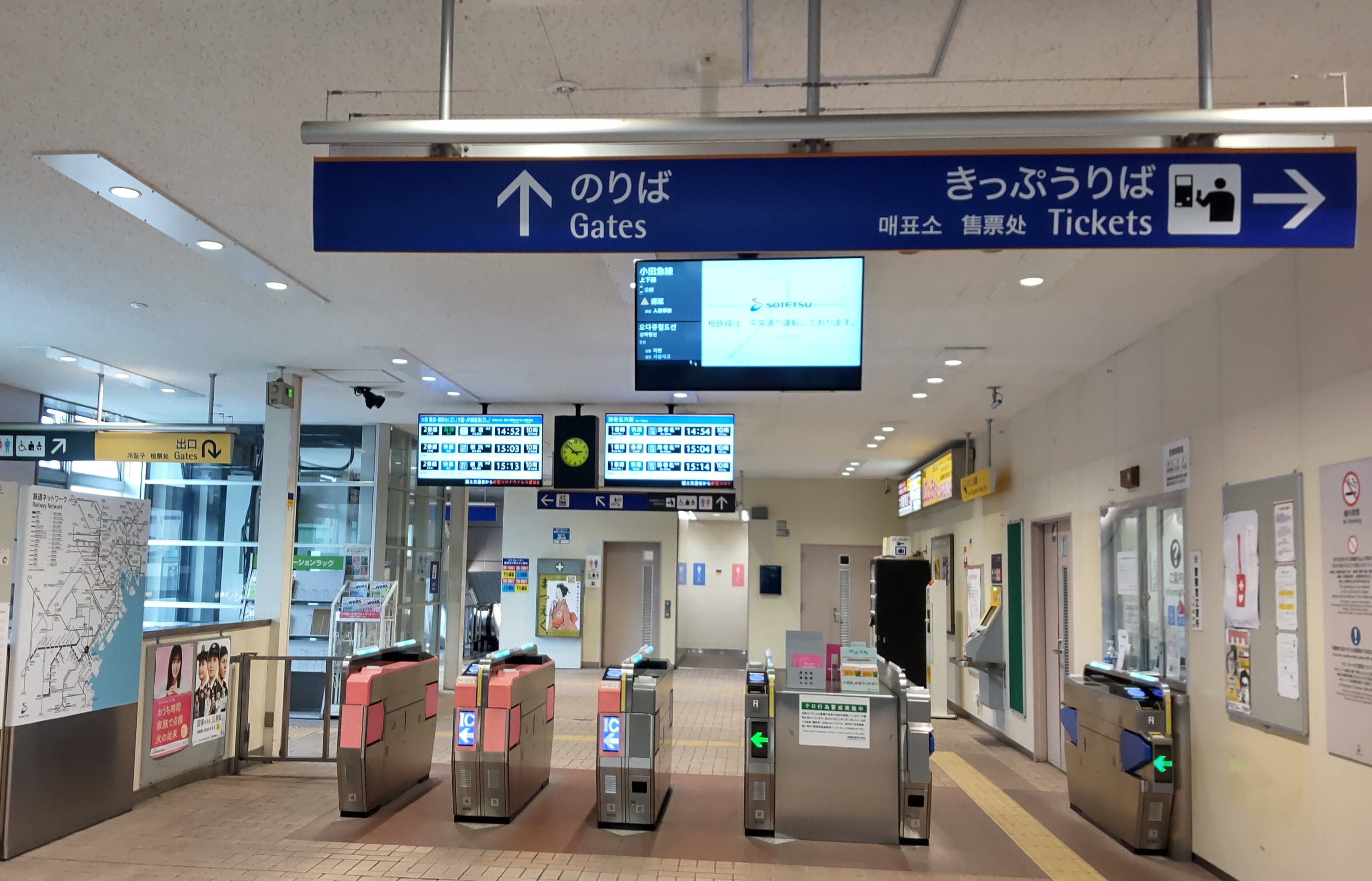
改札口（2021年6月）
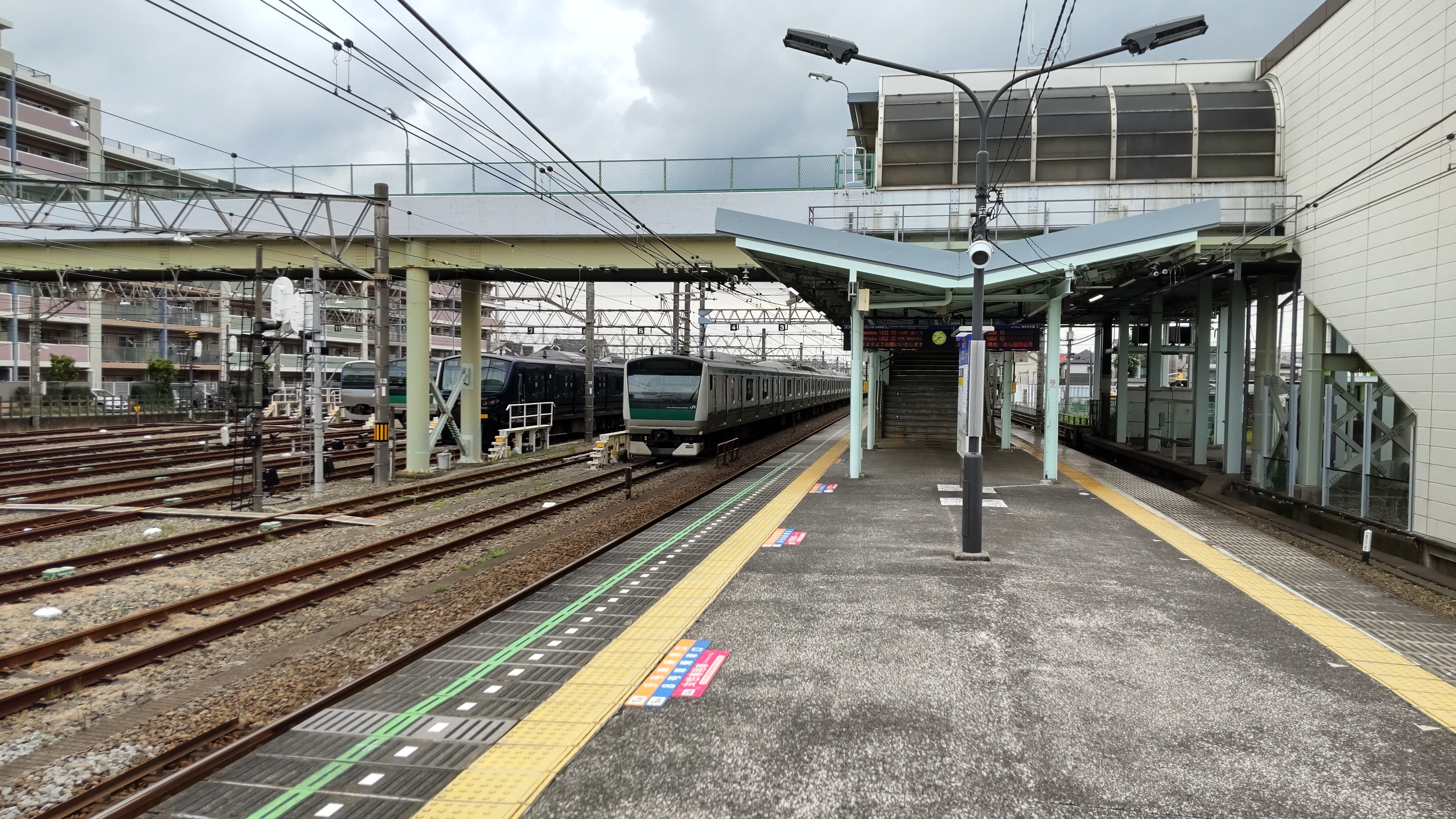
ホーム（2021年6月）

## 利用状況
2024年度の1日平均乗降人員は14,538人である。相鉄線全27駅中第21位。
近年の1日平均乗降・乗車人員推移は下表の通り。
| 年度               | 1日平均 乗降人員 | 1日平均 乗車人員 | 出典                |
| ------------------ | ---------------- | ---------------- | ------------------- |
| 1995年（平成07年） |                  | 7,367            | [ 神奈川県統計 1 ]  |
| 1998年（平成10年） |                  | 7,208            | [ 神奈川県統計 2 ]  |
| 1999年（平成11年） | 13,661           | 6,633            | [ 神奈川県統計 3 ]  |
| 2000年（平成12年） |                  | 6,346            | [ 神奈川県統計 3 ]  |
| 2001年（平成13年） |                  | 6,377            | [ 神奈川県統計 4 ]  |
| 2002年（平成14年） |                  | 6,351            | [ 神奈川県統計 5 ]  |
| 2003年（平成15年） | 13,010           | 6,361            | [ 神奈川県統計 6 ]  |
| 2004年（平成16年） | 13,376           | 6,576            | [ 神奈川県統計 7 ]  |
| 2005年（平成17年） | 13,685           | 6,793            | [ 神奈川県統計 8 ]  |
| 2006年（平成18年） | 13,736           | 6,844            | [ 神奈川県統計 9 ]  |
| 2007年（平成19年） | 13,998           | 6,990            | [ 神奈川県統計 10 ] |
| 2008年（平成20年） | 14,093           | 7,053            | [ 神奈川県統計 11 ] |
| 2009年（平成21年） | 13,371           | 6,698            | [ 神奈川県統計 12 ] |
| 2010年（平成22年） | 13,028           | 6,528            | [ 神奈川県統計 13 ] |
| 2011年（平成23年） | 13,183           | 6,623            | [ 神奈川県統計 14 ] |
| 2012年（平成24年） | 13,466           | 6,759            | [ 神奈川県統計 15 ] |
| 2013年（平成25年） | 13,655           | 6,855            | [ 神奈川県統計 16 ] |
| 2014年（平成26年） | 13,345           | 6,713            | [ 神奈川県統計 17 ] |
| 2015年（平成27年） | 13,441           | 6,752            | [ 神奈川県統計 18 ] |
| 2016年（平成28年） | 13,500           | 6,799            | [ 神奈川県統計 19 ] |
| 2017年（平成29年） | 13,748           | 6,926            | [ 神奈川県統計 20 ] |
| 2018年（平成30年） | 14,051           | 7,053            | [ 神奈川県統計 21 ] |
| 2019年（令和元年） | 14,284           | 7,193            | [ 神奈川県統計 22 ] |
| 2020年（令和02年） | 11,421           | 5,730            | [ 神奈川県統計 23 ] |
| 2021年（令和03年） | 12,223           | 6,129            | [ 神奈川県統計 24 ] |
| 2022年（令和04年） | 13,230           | 6,649            | [ 神奈川県統計 25 ] |
| 2023年（令和05年） | 14,151           |                  |                     |
| 2024年（令和06年） | 14,538           |                  |                     |

## 駅周辺
- 国道246号
- 厚木海軍飛行場（海上自衛隊厚木航空基地・アメリカ海軍厚木航空施設）
- 東名高速道路
- 相模大塚駅前郵便局
- 大和警察署相模大塚駅前交番
- いなげや大和相模大塚駅前店
- オリンピック相模大塚店
- 泉の森・郷土民家園
- 桜森稲荷神社
- 大和青果地方卸売市場
- 城南信用金庫相模大塚支店
- 銀座コージーコーナー相模工場

## バス路線
北口（相模大塚駅北口）
- 相鉄バス
  - <綾75> さがみ野駅経由 南林間駅行

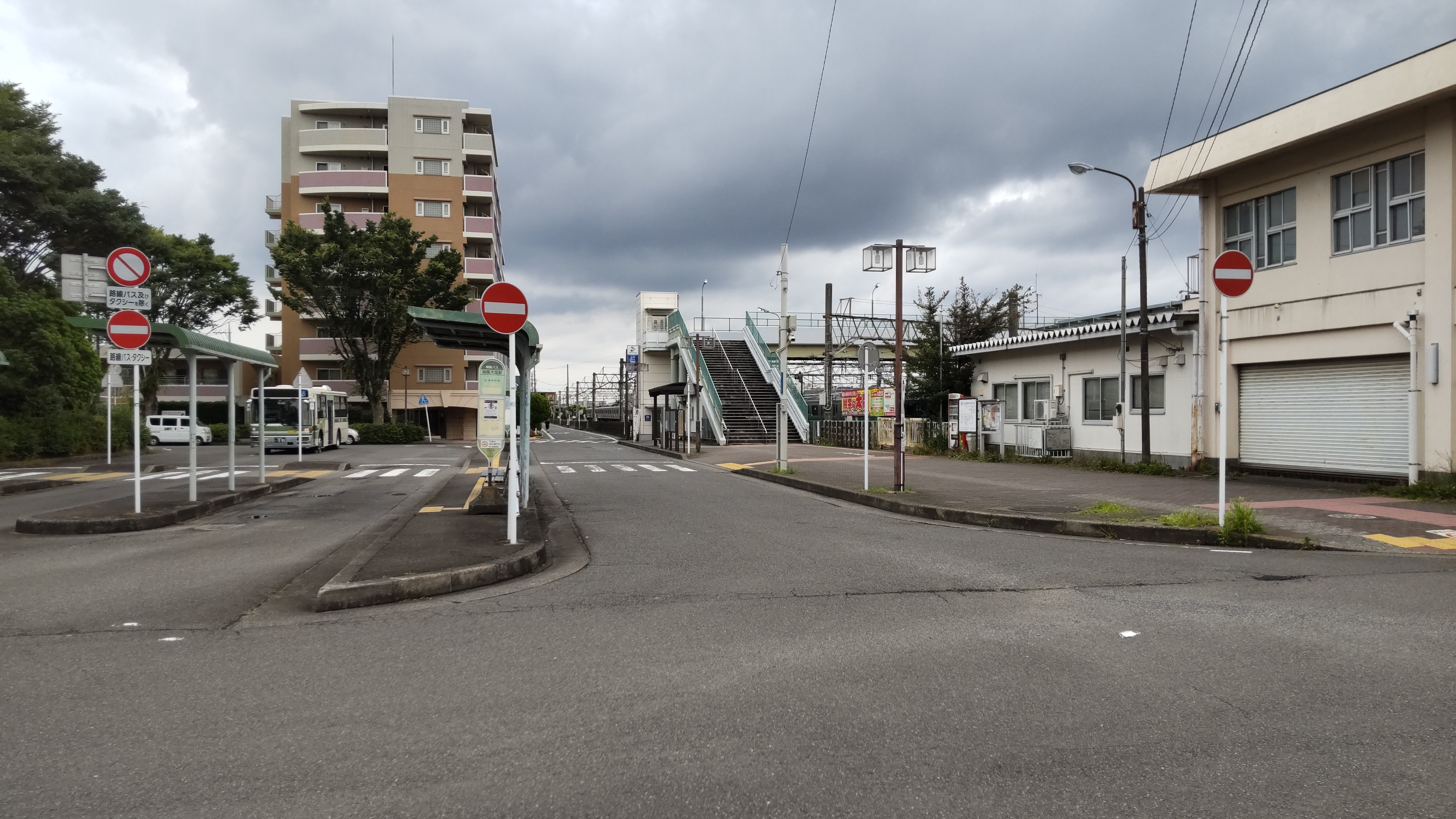
北口バスロータリー（2021年6月）

- 大和市コミュニティバス「やまとんGO」（神奈中タクシー）
  - <相模大塚地域ルート>東名大和バス停・市立病院・大和市役所経由 南林間駅東口行

南口（相模大塚駅南口）
- 相鉄バス
  - <綾52> 飛行場正門経由 海老名駅行
  - <綾72> 飛行場正門行
  - <綾72> 飛行場正門経由 綾瀬車庫行 / 大和駅行 ※ 一日1 - 3本のみ

南口（相模大塚駅）
- 綾瀬市コミュニティバス「かわせみ」（神奈川中央交通）
  - <2号車> 北の台小学校経由 綾瀬市役所行

## 隣の駅
相模鉄道
 相鉄本線
■特急
通過
■通勤急行（平日上りのみ運転）・■快速・■各駅停車
大和駅 (SO14) - 相模大塚駅 (SO15) - さがみ野駅 (SO16)